# 安倍貞任
安倍 貞任 （あべ の さだとう）は、平安時代中期の武将。安倍氏の棟梁で、奥六郡を支配する俘囚長・安倍頼時の第2子（次男）。厨川柵主として、安倍厨川次郎貞任とも。妹聟に藤原経清（奥州藤原氏初代藤原清衡の父）がおり、貞任と清衡は伯父と甥の関係にあたる。

## 経歴
永承6年（1051年）に、安倍氏と京都の朝廷から派遣されていた陸奥守・藤原登任との争い に端を発して、以降12年間にわたって続いた前九年の役において、東北各地に善戦する。登任の後任として源頼義が翌永承7年（1052年）に赴任すると、後冷泉天皇祖母・上東門院（藤原彰子）の病気快癒祈願のために大赦が行われ、安倍氏も朝廷に逆らった罪を赦されることとなったが、天喜4年（1056年）に、阿久利川において藤原光貞の営舎が襲撃される阿久利川事件が起こると、頼義は事件の張本人と断定された貞任の身柄を要求し、父の頼時がこれを拒絶して再び開戦となる。天喜5年（1057年）、安倍頼時が戦死したため貞任が跡を継ぎ、弟の宗任とともに一族を率いて戦いを続けた。
同年11月には河崎柵に拠って黄海の戦いで国府軍に大勝した。以後、衣川以南にも進出して、勢威を振るったが、康平5年（1062年）7月、国府側に清原氏が頼義側に加勢したので形勢逆転で劣勢となり、安倍氏の拠点であった小松柵・衣川柵・鳥海柵が次々と落とされ、9月17日には厨川の戦いで貞任は敗れて討たれた。深手を負って捕らえられた貞任は、巨体を楯に乗せられ頼義の面前に引き出されたが、頼義を一瞥しただけで息を引き取ったという。享年44、もしくは34。その首は丸太に釘で打ち付けられ、朝廷に送られた。なお、弟の宗任は投降し、同7年3月に伊予国に配流され、さらに治暦3年（1067年）太宰府に移された。
背丈は六尺を越え、腰回りは七尺四寸という容貌魁偉な色白の肥満体であった（『陸奥話記』による記述）。衣川柵の戦いにおいては、源義家と和歌の問答歌をしたとされる逸話も知られる。
『今昔物語』には、安倍頼時（貞任の父）は陸奥国の奥に住む「夷」と同心したため源頼義に攻められ、貞任・宗任兄弟らは一族とともに「海の北」（北海道）に船で渡り河の上流を30日余り遡った当たりで「湖国の人」 の軍勢に遭遇した、と伝えられている。

## 後裔
- 津軽地方の豪族・安東氏（のち秋田氏）は貞任の子、高星（高星丸）の後裔を称した。
- 群馬県利根郡みなかみ町にある湯檜曽温泉は、貞任の子孫によって発見されたと言われている[9]。当温泉にはその子孫によって営業を続けてきたという温泉宿「本家旅館」（みなかみ町湯桧曽120）があった[10]。
- 貞任の息子を含んだ残党が奥羽山脈の尾根道を南下し新潟と群馬の県境で三手に別れ、それぞれ姓を「阿部」に変え、新潟県南魚沼の清水・群馬県湯桧曽・群馬県奥利根藤原に分かれ住み、昭和の戦後ぐらいまで三家の行き来があった[11]。

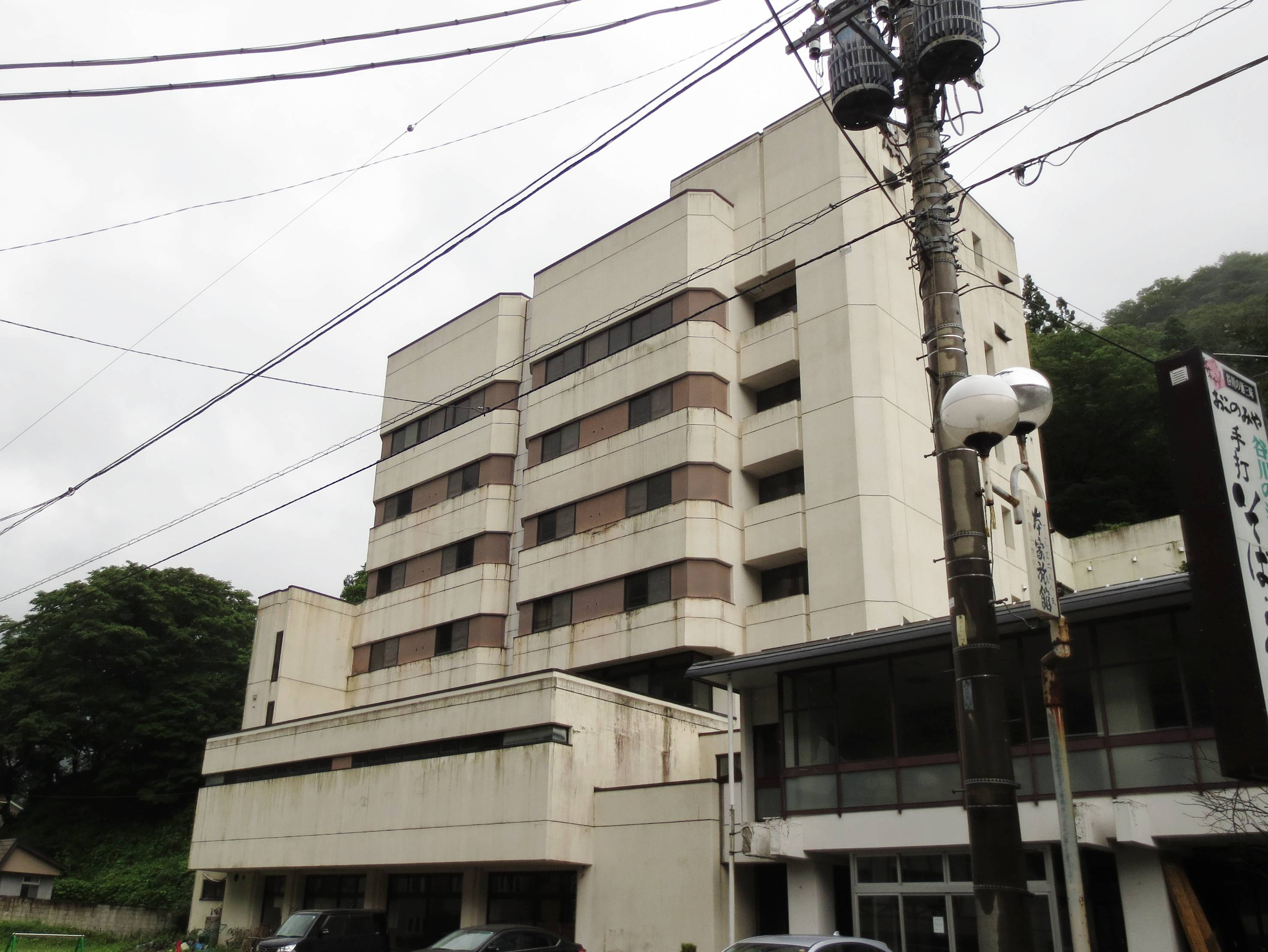
本家旅館跡
明治初年頃創業。豊かな自然の中、270人を収容する7階建ての近代的な建物が特徴だったが、廃業した。

## 墳墓
埋葬地
埋葬地は明らかではないが、各地に伝承として残されているものがある。
- 貞任峠　（京都府）
- 足手谷　（京都府）
- 人尾峠　（京都府）
- 下宇津八幡宮　（京都府）
- 船井神社・腕（かいな）守　（京都府南丹市八木町）
- 久留守神社　（京都府南丹市八木町刑部）
- 安倍貞任の墓　（山口県山陽町）
- 立仙墓／安倍貞任の子の墓　（福岡県朝倉市佐田）

慰霊地
厨川柵疑定地を中心に、寺社に祀られている。
- 天昌寺　（岩手県盛岡市天昌寺町）
- 貞任宗任神社　（岩手県盛岡市安倍館町）

## 関連地名など
- 貞任橋　（岩手県盛岡市上厨川）
- 貞任高原　（岩手県遠野市）

## 史料
- 『陸奥話記』
- 『塩沢町史』